# Little League World Series 1998
Koordinaten: 41° 13′ 45″ N, 77° 0′ 2″ W
Die Little League World Series 1998 war die 52. Austragung der Little League Baseball World Series, einem internationalen Baseballturnier für Knaben zwischen 11 und 12 Jahren. Gespielt wurde in South Williamsport.

## Teilnehmer
| Vereinigte Staaten                    | International                           |
| ------------------------------------- | --------------------------------------- |
| Toms River, New Jersey Region Ost     | Dhahran, Saudi-Arabien Region Europa    |
| Greenville, North Carolina Region Süd | Kashima, Japan Region Ferner Osten      |
| Cypress, Kalifornien Region West      | Langley, British Columbia Region Kanada |
| Jenison, Michigan Region Zentral      | Guadalupe, Mexiko Region Lateinamerika  |

## Ergebnisse
Die Teams wurden in zwei Gruppen eingeteilt. Jeder spielte gegen Jeden in seiner Gruppe, die beiden Ersten spielten gegeneinander den Finalplatz aus.

### Vorrunde

#### Gruppe Vereinigte Staaten
| Platz | Region  | W | L | %     |
| ----- | ------- | - | - | ----- |
| 1.    | Ost     | 3 | 0 | 1.000 |
| 2.    | Süd     | 2 | 1 | 0.667 |
| 3.    | West    | 1 | 2 | 0.333 |
| 4.    | Zentral | 0 | 3 | 0.000 |

| Datum      | Begegnung | Begegnung | Begegnung | Ergebnis  |
| ---------- | --------- | --------- | --------- | --------- |
| 23. August | Zentral   | –         | Ost       | 9:13 (11) |
| 24. August | Zentral   | –         | Süd       | 1:3       |
| 24. August | West      | –         | Ost       | 2:4       |
| 25. August | Süd       | –         | Ost       | 3:5       |
| 25. August | West      | –         | Zentral   | 4:1       |
| 26. August | West      | –         | Süd       | 4:6       |

#### Gruppe International
| Platz | Region        | W | L | %     |
| ----- | ------------- | - | - | ----- |
| 1.    | Kanada        | 3 | 0 | 1.000 |
| 2.    | Ferner Osten  | 2 | 1 | 0.667 |
| 3.    | Europa        | 1 | 2 | 0.333 |
| 4.    | Lateinamerika | 0 | 3 | 0.000 |

| Datum      | Begegnung     | Begegnung | Begegnung     | Ergebnis |
| ---------- | ------------- | --------- | ------------- | -------- |
| 23. August | Lateinamerika | –         | Ferner Osten  | 1:6      |
| 24. August | Lateinamerika | –         | Kanada        | 3:4      |
| 24. August | Europa        | –         | Ferner Osten  | 3:10     |
| 25. August | Kanada        | –         | Ferner Osten  | 10:5     |
| 25. August | Europa        | –         | Lateinamerika | 8:7      |
| 26. August | Kanada        | –         | Europa        | 9:3      |

### Finalrunde
|  | US und Intern. Finale | US und Intern. Finale |              |     | Weltmeisterschaft | Weltmeisterschaft |
|  |                       |                       |              |     |                   |                   |
|  | 27. August            |                       |              |     |                   |                   |
|  | IN2 Ferner Osten      | 3                     |              |     |                   |                   |
|  | IN1 Kanada            | 2                     |              |     | 29. August        | 29. August        |
|  |                       |                       | Ferner Osten | 9   |                   |                   |
|  | 27. August            | 27. August            |              | Ost | 12                |                   |
|  | US2 Süd               | 2                     |              |     |                   |                   |
|  | US1 Ost               | 5                     |              |     |                   |                   |
|  |                       |                       |              |     |                   |                   |